# Cabrerizos
Cabrerizos là một đô thị ở tỉnh Salamanca, phía tây Tây Ban Nha, cộng đồng tự trị Castile-Leon. Đô thị này có cự ly 4 kilômét so với thành phố tỉnh lỵ Salamanca và có dân số 2598 người. Đô thị này có diện tích 11,54 km².
Cabrerizos nằm ở khu vực có độ cao 826 mét trên mực nước biển.
Mã số bưu chính là 37193.